# 巴彦扎格
巴彦扎格俗称烈火危崖 ，位于蒙古国南戈壁省的戈壁地区，以在此地发现大量恐龙化石而闻名于世。美国探险家安得思和他的团队在20世纪20年代在峭壁下首次发现了恐龙蛋和完整的巢穴。